# Вице (филм)
„Вице“ (на английски: Vice) е американска политическа трагикомедия от 2018 година на режисьора Адам Маккей.

## Сюжет
Внимание:  Текстът по-долу разкрива сюжета на произведението (или части от него)!
Разказвачът е Кърт, неназован млад американец, който по сатиричен начин разказва на публиката за най-ярките и най-съмнителни моменти от политическата кариера на Дик Чейни, служил в администрациите на четирима американски президенти и два пъти избиран за пост вицепрезидент на Съединените щати.

## Актьорски състав
| Актьор                      | Роля                                                   |
| --------------------------- | ------------------------------------------------------ |
| Крисчън Бейл                | Дик Чейни                                              |
| Алекс Макникол и Ейдън Гейл | младият Дик Чейни                                      |
| Ейми Адамс                  | Лин Чейни – съпругата на Дик Чейни                     |
| Кейли Спаени                | младата Лин Чейни                                      |
| Стийв Карел                 | Доналд Ръмсфелд                                        |
| Сам Рокуел                  | Джордж Уокър Буш                                       |
| Тайлър Пери                 | Колин Пауъл                                            |
| Алисън Пил                  | Мери Чейни – най-малката дъщеря на Дик Чейни, лесбийка |
| Колиз Харгър                | младата Мери Чейни                                     |
| Лили Рабе                   | Лиз Чейни – най-голямата дъщеря на Дик Чейни           |
| Вайълет Хикс                | младата Лиз Чейни                                      |
| Джеси Племънс               | Кърт – разказвачът                                     |
| Джъстин Кърк                | Луис Либи                                              |
| ЛизаГей Хамилтън            | Кондолиза Райс                                         |
| Еди Марсан                  | Пол Улфовиц                                            |
| Бил Камп                    | Джералд Форд                                           |
| Стивън Адли Гуиргис         | Джордж Тенет                                           |
| Кърк Бовил                  | Хенри Кисинджър                                        |
| Джон Хилнер                 | Джордж Х. У. Буш                                       |
| Тони Греъм                  | Абу Мусаб ал-Заркауи                                   |
| Алекс Кинги                 | Осама бин Ладен                                        |